# Tariq Al-Amri
Tariq Ahmed Al-Amri (in arabo طارق أحمد العمري‎?; Riyad, 23 dicembre 1990) è un mezzofondista saudita.

## Palmarès
| Anno | Manifestazione                    | Sede           | Evento        | Risultato | Prestazione | Note |
| ---- | --------------------------------- | -------------- | ------------- | --------- | ----------- | ---- |
| 2011 | Universiadi                       | Shenzhen       | 5000 m piani  | 8º        | 14'11"06    |      |
| 2014 | Giochi asiatici                   | Incheon        | 5000 m piani  | 8º        | 13'38"40    |      |
| 2014 | Giochi asiatici                   | Incheon        | 10000 m piani | 8º        | 29'39"22    |      |
| 2015 | Campionati arabi                  | Manama         | 5000 m piani  | 5º        | 14'42"78    |      |
| 2015 | Giochi mondiali militari          | Mungyeong      | 5000 m piani  | 4º        | 13'34"89    |      |
| 2016 | Campionati asiatici indoor        | Doha           | 1500 m piani  | 9º        | 4'01"71     |      |
| 2016 | Giochi olimpici                   | Rio de Janeiro | 5000 m piani  | Batteria  | 14'26"90    |      |
| 2017 | Giochi della solidarietà islamica | Baku           | 5000 m piani  | 10º       | 13'40"06    |      |
| 2017 | Campionati asiatici               | Bhubaneswar    | 5000 m piani  | Bronzo    | 14'56"83    |      |
| 2017 | Giochi asiatici indoor            | Aşgabat        | 3000 m piani  | Argento   | 8'03"98     |      |
| 2018 | Giochi asiatici                   | Giacarta       | 5000 m piani  | Bronzo    | 13'56"49    |      |
| 2019 | Mondiali                          | Doha           | 5000 m piani  | Batteria  | 14'21"19    |      |
| 2023 | Giochi asiatici                   | Hangzhou       | 5000 m piani  | 8º        | 14'02"94    |      |
| 2025 | Campionati asiatici               | Gumi           | 5000 m piani  | dnf       | dnf         |      |